# Fushë Arrëz
Fushë Arrëz (anche nella forma Fushë Arrëzi) è un comune albanese situato nella prefettura di Scutari, nella parte settentrionale dell'Albania.
In seguito alla riforma amministrativa del 2015, sono stati accorpati a Fushë Arrëz i ex-comuni di Blerim, Fierzë, Iballë e Qafë Mali, portando la popolazione complessiva a 7.405 abitanti (dati del censimento 2011).
La cittadina è situata circa 40 km a nord di Scutari, il territorio è montuoso, Fushë-Arrëz si trova ad un'altitudine di circa 600 m s.l.m.

## Località
Il comune era formato dall'insieme delle seguenti località:
- Fushe -Arrez
- Micoj
- Lumbardh